# Серёгина, Елена Вадимовна
Елена Вадимовна Серёгина (род. 30 декабря 2001 года) — российская шорт-трекистка, участница зимних Олимпийских игр 2022 года,

## Карьера
Елена родилась в Рыбинске и начала кататься на коньках в возрасте 6 лет, когда её заметила тренер Ольга Доколина и пригласила в шорт-трек. Серьёзно она стала заниматься в 9 лет. Её отец занимался боксом и спортивные гены передались ей. Она является воспитанницей Рыбинской школы олимпийского резерва № 4, а в 16 лет заслужила звание мастера спорта страны.
В декабре 2017 года на чемпионате России среди юниоров  Елена выиграла бронзу в беге на 500 м и заняла 7-е место в общем зачёте. В марте 2018 года на юниорском дистанционном чемпионате России выиграла серебряную медаль в беге на 500 м и стала 6-й в личном зачёте. В октябре в рамках турнира Alta Valtellina Trophy, который проходил в итальянском Бормио, в соревновании на 500 м заняла 1-е место, в забеге на 1000 м стала 11-й, а на дистанции 1500 м финишировала 5-й, таким образом в общем зачёте заняв 4-е место.
В 2019 году, в финале Кубка России уроженка Рыбинска также стала 2-й в беге на 500 м, а спустя два месяца заняла 8-е место в общем зачёте на национальном чемпионате. В октябре на турнире Alta Valtellina Trophy в Италии заняла 2-е место в беге на 500 м и 4-е место в общем зачёте. В декабре 2020 года в Саранске на первенстве России по шорт-треку среди юниоров и юниорок 14-19 лет Елена Серёгина выиграла дистанцию 500 м и заняла 3-е место на 1000 м, по итогу двух заездов став бронзовым призером.
Благодаря стабильным результатам на местных соревнованиях Серёгина дебютировала на Кубке мира в сезоне 2021/22 годов. В Нагое с партнёршами выиграла золотую медаль в эстафете, а на 4-м этапе Кубка в конце ноября 2021 года в Дордрехте она установила рекорд России, пройдя дистанцию 500 м за 42,7 секунды, став при этом третьей и завоевав первую личную награду на Кубке мира — бронзовую медаль. В декабре Елена отобралась в национальную сборную для участия в олимпиаде 2022 года.
На Олимпиаде 2022 года в Пекине стала 6-й на дистанции 500 метров. Также выступала в эстафете, где наша четвёрка стала седьмой. После успешного дебюта на олимпиаде, в марте Серёгина одержала свою первую победу на чемпионате России в Коломне в забеге на 500 метров, а также стала второй в беге на 1000 метров и в эстафете. В декабре 2023 года она стала серебряным призёром на чемпионате России в классическом многоборье, а в феврале 2024 года на II Всероссийской спартакиаде по зимним видам спорта, проходившем в Челябинске Елена взяла бронзу в забеге на 1500 метров.
В апреле 2024 года спортсменка, выступающая от Краснодарского края и Ярославской области, участвовала в Саранске на VIII Всероссийской зимней Универсиаде и завоевала золотые медали в забегах на 500 и 1000 метров, а также в составе эстафетной команды своего вуза. В декабре на чемпионате России на отдельных дистанциях в Челябинске Елена выиграла два золота в забегах на 500 и 1000 метров.

## Личная жизнь
Окончила Смоленский государственный университет спорта, где обучалась коучингу. Она фанатка творчества американского музыканта и актёра Дилана О′Брайена.